# 中村順二
中村 順二（なかむら じゅんじ、1948年6月2日 - ）は、京都府出身の元プロ野球選手。ポジションは投手。

## 来歴・人物
京都商業高等学校では、エースとして1965年秋季府大会準決勝に進む。平安高の門野利治と投げ合うが、延長11回サヨナラ負けを喫した。卒業後は社会人野球の東芝に進み、3年間で15勝を記録。1968年の明治維新百年記念明治神宮野球大会（社会人の部は全東京と全神奈川による対抗戦）では、全神奈川の三番手として登板している。
1970年のドラフトで東京オリオンズから3位で指名され入団。、1972年にはアメリカ1Aローダイ・オリオンズに野球留学したが、一軍公式戦に出場することはなく1973年限りで退団した。
右の本格派で、シュート、スライダーを武器とした。

## 詳細情報

### 年度別投手成績
- 一軍公式戦出場無し

### 背番号
- 19 （1971年）
- 42 （1972年 - 1973年）